# Tommy Quick
Tommy Leif Erik Quick (* 22. Juli 1955 in Skövde; † 10. November 2013 in Hjo) war ein schwedischer Bogenschütze.

## Karriere
Tommy Quick gewann 1985 Mannschaftsbronze bei den Weltmeisterschaften in Seoul, Mannschaftssilber bei den Halleneuropameisterschaften in Odense sowie Bronze im Einzel bei den World Games in London. Darüber hinaus nahm er an den Olympischen Spielen 1984 in Los Angeles teil. Dort belegte er im Einzelwettbewerb den 27. Rang. 